# Deutschösterreich

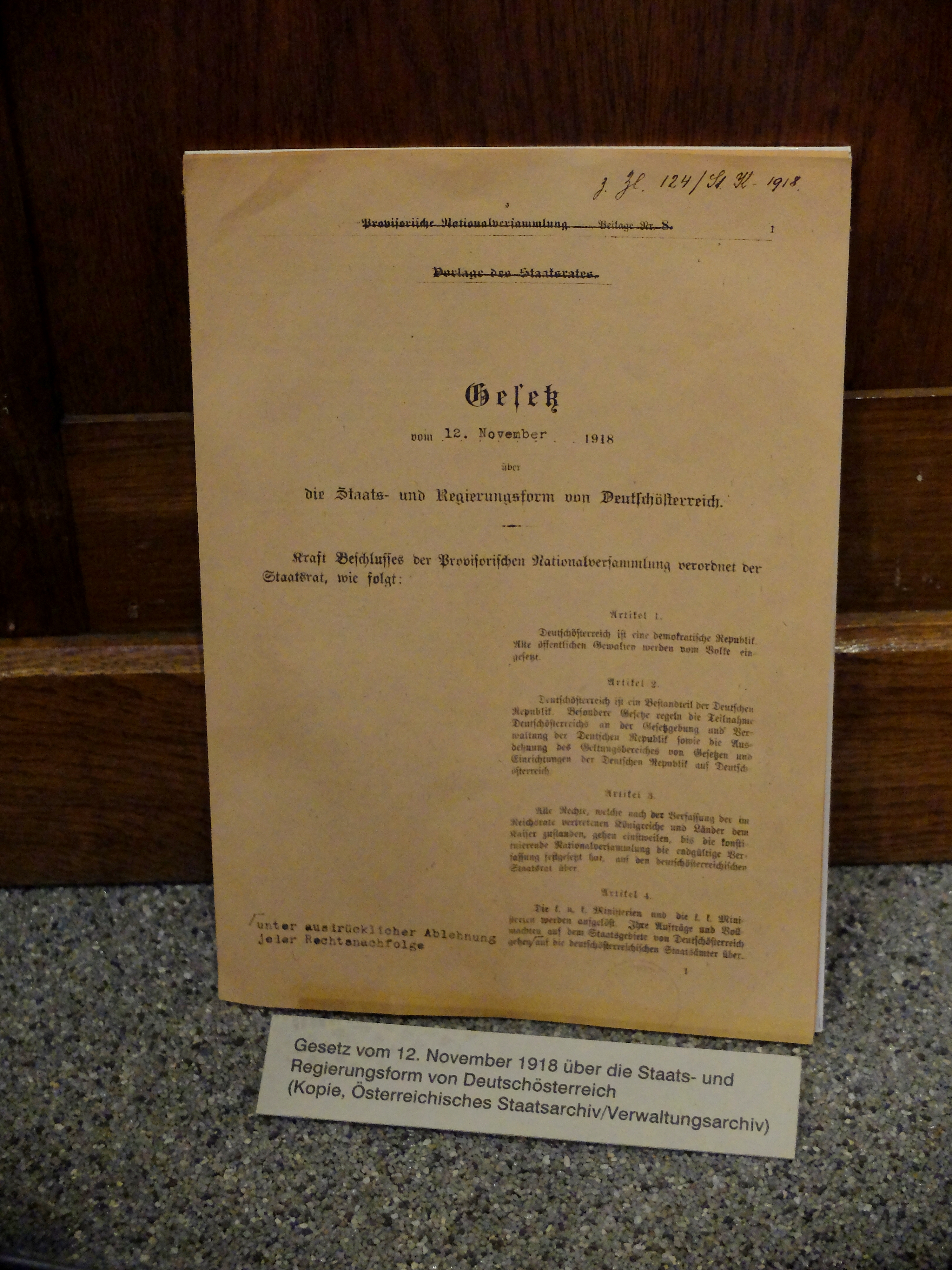
Das Gesetz über die Staats- und Regierungsform von Deutschösterreich, das Staatsgrundgesetz Deutschösterreichs. Kopie des Protokolls im Heeresgeschichtlichen Museum

Deutschösterreich, Deutsch-Österreich oder auch amtlich Republik Deutschösterreich (1918/19), bezeichnete in der Österreichisch-Ungarischen Monarchie die mehrheitlich deutsch besiedelten Gebiete der österreichischen Länder (Cisleithanien). Nach der Auflösung des Vielvölkerstaates entstand 1918 aus einem Großteil der deutschsprachigen Gebiete ein Staat, der sich bald in Republik Österreich umbenennen musste.
Die deutschsprachigen Abgeordneten des letzten Reichsrats der Monarchie waren am 21. Oktober 1918 als Provisorische Nationalversammlung Deutschösterreichs in Wien zusammengetreten. In den folgenden Tagen erfolgte der faktische Zerfall der Doppelmonarchie. Am 30. Oktober 1918 wählten die deutschsprachigen Abgeordneten den Staatsrat als Exekutivausschuss, der die Staatsregierung Renner I für das von der Versammlung vertretene deutsche Sprachgebiet berief und am 31. Oktober angelobte.
In den am 3. November 1918 von Exponenten der alten Ordnung geschlossenen Waffenstillstand von Villa Giusti wollten sich die Repräsentanten Deutschösterreichs nicht hineinziehen lassen und enthielten sich jeglicher Mitwirkung oder Kenntnisnahme. Am 12. November 1918, dem Tag nach der Verzichtserklärung des Kaisers und der Enthebung seiner letzten Regierung, riefen sie auf Grund eines Beschlusses der Provisorischen Nationalversammlung vom 11. November die deutschösterreichische Republik aus und beschlossen das Gesetz über die Staats- und Regierungsform von Deutschösterreich. Sie bezeichneten den neuen Staat als „demokratische Republik“ (Art. 1), die gemäß Art. 2 „Bestandteil der Deutschen Republik“ sein sollte.
Artikel 2 erwies sich bereits im Frühjahr 1919 als politisch undurchführbar. Abweichend von dem am 12. November 1918 gefassten Beschluss musste Deutschösterreich am 10. September 1919 im Vertrag von Saint-Germain dem von den Siegermächten des Ersten Weltkriegs geforderten Staatsnamen Republik Österreich und voller Souveränität gegenüber der deutschen Republik zustimmen, anders wäre kein Vertrag zustande gekommen. Diese Änderungen wurden von der Konstituierenden Nationalversammlung mit dem Gesetz über die Staatsform vom 21. Oktober 1919 beschlossen. Im Gesetz wurde auch festgelegt, dass Deutschösterreich unter dem Namen „Republik Österreich“ kein Rechtsnachfolger des ehemaligen kaiserlichen Österreich ist.

## Vorgeschichte
Mit dem sich abzeichnenden militärischen Zusammenbruch im Herbst 1918 und der daraus resultierenden Niederlage der k. u. k. Armee im Ersten Weltkrieg begann der Zerfall Österreich-Ungarns. Kroaten, Serben und Slowenen (6. Oktober), Polen (7. Oktober) und Tschechen (28. Oktober) erklärten ihre Unabhängigkeit von der Habsburgermonarchie und riefen eigene Staaten aus. Am 24. Oktober erklärte die ungarische Regierung die Realunion von Österreich-Ungarn – mit Zustimmung des Königs – zum Monatsende als erloschen. Am 30. Oktober wurde durch die Provisorische Nationalversammlung der Staat Deutschösterreich konstituiert. Mit dem Waffenstillstand vom 3. November schied Österreich offiziell aus dem Ersten Weltkrieg aus.
Als Kaiser von Österreich verzichtete Karl I. am 11. November 1918 „auf jeden Anteil an den Staatsgeschäften“, zwei Tage später erklärte er den gleichen Verzicht als König Karl IV. von Ungarn.
Ungarn blieb nach einem Zwischenspiel als Räterepublik ein verkleinertes Königreich ohne König. Weite Gebiete wechselten zum Kriegssieger Italien, zum neuen Staat der Slowenen, Kroaten und Serben, zu Rumänien und zu Polen, das als Staat aus Teilen Altösterreichs, des Deutschen Reiches und Russlands wieder erschaffen wurde.

## Gründungsphase
Am 16. Oktober 1918 hatte Kaiser Karl I. in seinem Völkermanifest an Stelle der cisleithanischen Reichshälfte die Bildung eines Staatenbundes mit ihm als Kaiser angeregt. (Im Königreich Ungarn unterblieb eine ähnliche Initiative, da die magyarische Regierung an der Einheit der historischen Gebiete des Königreichs festhalten wollte.)
Am 21. Oktober 1918 traten die zuletzt 1911 gewählten Reichsratsabgeordneten des deutschen Österreich (ihre Funktionsperiode war im Krieg bis 31. Dezember 1918 verlängert worden) im niederösterreichischen Landhaus in Wien als Nationalversammlung der deutschen Abgeordneten zusammen (es handelte sich ausschließlich um Männer). Sie übernahmen die Idee des Staatenbundes nicht. Zu dieser konstituierenden Sitzung kamen von den insgesamt 516 Reichsratsabgeordneten die 208 Vertreter jener Gebiete der Monarchie zusammen, die überwiegend deutsch, also deutschsprachig, besiedelt waren. Es handelte sich um 65 christlichsoziale und 37 sozialdemokratische Abgeordnete sowie 106 Vertreter deutschnationaler und liberaler Gruppierungen.
Zu gleichberechtigten Präsidenten der Versammlung wurden Franz Dinghofer (Deutschnationale Bewegung), Jodok Fink (Christlichsoziale Partei) und Karl Seitz (Sozialdemokratische Arbeiterpartei) gewählt (sie wechselten sich in ihren Funktionen wöchentlich ab). Für sich selbst beschloss die Versammlung den Namen Provisorische Nationalversammlung für Deutschösterreich, womit die amtliche Staatsbezeichnung festgelegt war. Diese war schon Jahrzehnte vorher in der politischen Publizistik verwendet worden; z. B. brachte der spätere erste Bundespräsident Österreichs, Michael Hainisch, 1892 eine statistisch-volkswirtschaftliche Studie unter dem Titel Die Zukunft der Deutschösterreicher heraus.
Seitz, bis 4. März eines der drei Staatsoberhäupter, vom 5. März 1919 an das republikanische Staatsoberhaupt, erklärte nach seiner Wahl: „Wir legen heute den Grundstein für ein neues Deutschösterreich. Dieses neue Deutschösterreich wird errichtet werden nach dem Willen des deutschen Volkes.“ Speziell die Sozialdemokraten und die Großdeutschen verbanden damals mit dem Begriff „Österreich“ die vergangene Habsburgermonarchie. Karl Renner hatte daher in seinem im Oktober 1918 entstandenen, vor der Beschlussfassung mehrfach geänderten Entwurf zur provisorischen Verfassung den neuen Staat als „Südostdeutschland“ bezeichnet. Auch Namen wie „Hochdeutschland“, „Deutsches Bergreich“, „Donau-Germanien“, „Ostsass“, „Ostdeutscher Bund“, „Deutschmark“, „Teutheim“, „Treuland“, „Friedeland“ oder „Deutsches Friedland“ waren als Vorschläge in Umlauf. Schließlich setzten sich die christlichsozialen Politiker durch, die den Österreich-Begriff nicht völlig aufgeben wollten.
Von der provisorischen Nationalversammlung wurde
- (vergeblich) die Gebietsgewalt über alle cisleithanischen Gebiete mit einer mehrheitlich deutschsprachigen Bevölkerung beansprucht,
- die Wahl der konstituierenden Nationalversammlung angekündigt (sie fand am 16. Februar 1919 statt),
- aus der Mitte der Abgeordneten am 30. Oktober 1918 ein Vollzugsausschuss, der Staatsrat, mit den drei Präsidenten der Nationalversammlung und 20 weiteren Mitgliedern (darunter der Staatskanzler und der Staatsnotar), gewählt und es wurden
- weitere fünf Ausschüsse der Provisorischen Nationalversammlung konstituiert.[13]

Parallel dazu organisierten sich die anderen Nachfolgestaaten der ehemaligen Doppelmonarchie. Am 24. Oktober erklärten galizische Politiker, ein gemeinsames Parlament in Wien sei ab sofort sinnlos. Tschechische Politiker gründeten am 28. Oktober 1918 die Tschechoslowakische Republik; die Völker des heutigen Serbien, Kroatien und Slowenien bildeten am 29. Oktober das Königreich der Serben, Kroaten und Slowenen (ab 1929 Königreich Jugoslawien). Mit 31. Oktober erklärte das Königreich Ungarn die Realunion mit Österreich für beendet.

## Der neue Staat

### Erste Regierung
Am 30. Oktober 1918 ernannte der Staatsrat unter Vorsitz von Karl Seitz die erste Regierung (Staatsregierung Renner I); mit deren Angelobung am Folgetag war die Staatswerdung abgeschlossen. Staatskanzler der Konzentrationsregierung aus Sozialdemokraten, Christlichsozialen und Großdeutschen wurde der Sozialdemokrat Karl Renner. Gleichzeitig amtierte in den ersten Novembertagen 1918 noch die kaiserlich-königliche Regierung Lammasch, deren Zuständigkeitsbereich sich innerhalb einer Woche von ganz Cisleithanien auf das verkleinerte deutsche Restösterreich bzw. das neue Österreich (der österreichische Name sollte im neuen Staatsnamen erhalten bleiben) reduziert hatte. Sie administrierte die Auflösung des früheren Staatsgebietes, soweit sie von Wien aus zu beeinflussen war, übergab ihre Deutschösterreich betreffenden Agenden Anfang November der Staatsregierung Renner I, wurde aber auf Wunsch des Kaisers erst am 11. November 1918 von ihm enthoben, als er seine Verzichtserklärung abgegeben hatte.

### Klärung der Staatsform

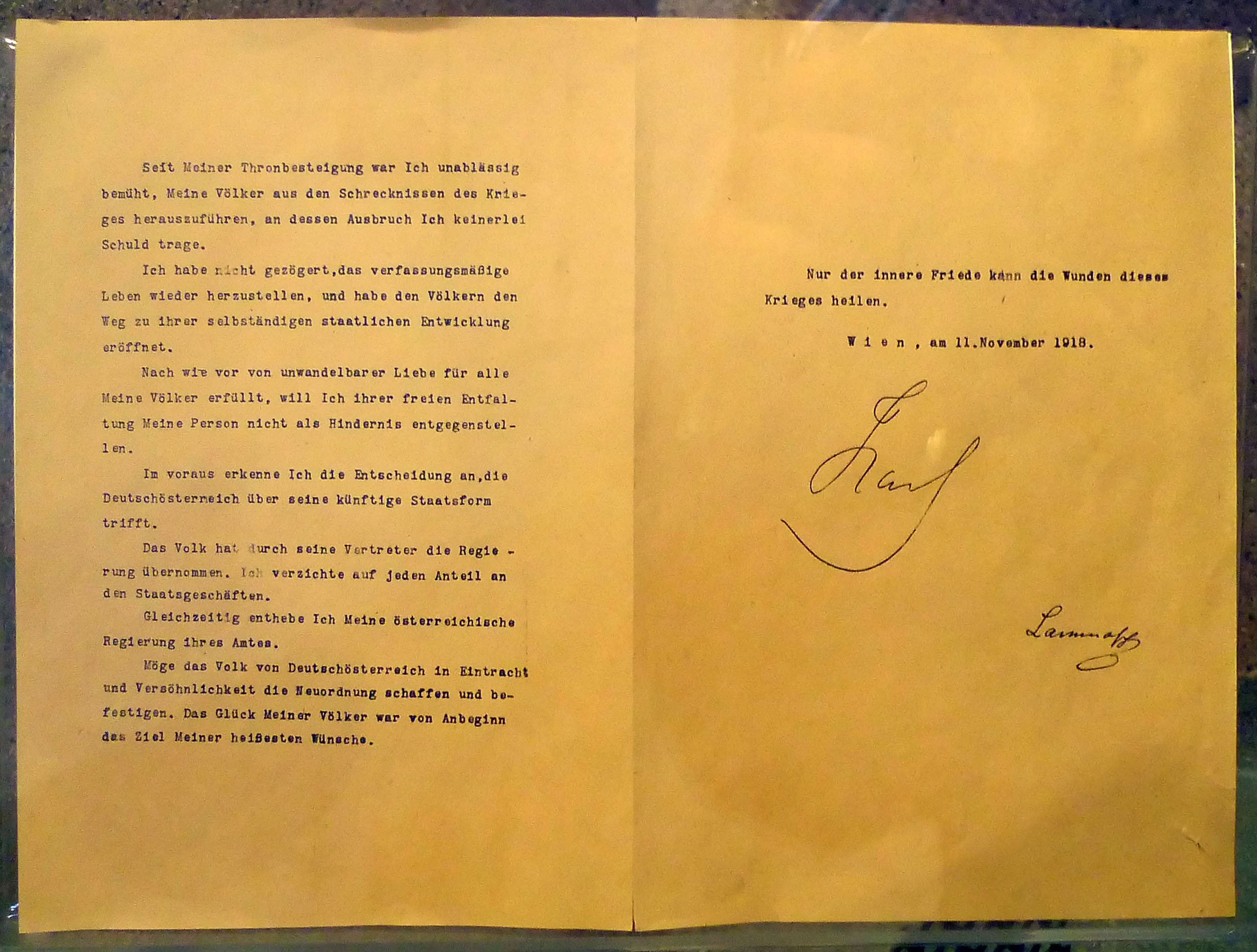
Die Verzichtserklärung Kaiser Karls I. von Österreich, 11. November 1918; zwei Tage später gab er als König Karl IV. von Ungarn eine ähnliche Erklärung ab.
(Kopie, ausgestellt im Heeresgeschichtlichen Museum Wien. Das Original wurde 1927 beim Brand des Wiener Justizpalastes vernichtet.)

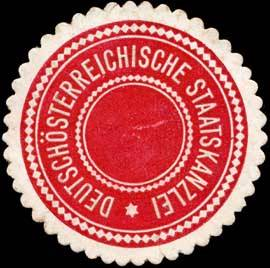
Siegelmarke der Deutschösterreichischen Staatskanzlei

Das erste Staatswappen der Republik Deutschösterreich, vom Staatsrat beschlossen am 31. Oktober 1918; Entwurf: Karl Renner

Der neue Staat hatte seine Staatsform vorerst offen gelassen. Sozialdemokraten plädierten von Anfang an für die Republik ohne rechtlichen Zusammenhang mit der früheren Verfassung, wollten also auf revolutionärem Wege die Bildung eines neuen republikanischen Staates einleiten. Die Christlichsozialen konnten sich den Kaiser vorerst noch als „lebenslänglichen Volksanwalt“, wie Ignaz Seipel die Funktion in einem Zeitungsbeitrag beschrieb, vorstellen. Letztlich nahmen auch die Christlichsozialen von monarchischen Staatsformen Abstand. Ihre Spitzenpolitiker arbeiteten gemeinsam mit Renner und Vertretern der wenige Stunden später entlassenen k.k. Regierung an der Erklärung, die der zur vollständigen Abdankung nicht bereite Kaiser abgeben sollte, um einen Konflikt des Monarchen mit den Repräsentanten des republikanischen Staates zu vermeiden.
Am 11. November 1918 unterzeichnete Kaiser Karl I. in Schloss Schönbrunn die so genannte Verzichtserklärung. Die Schlüsselsätze dieser Erklärung lauteten:

„Im voraus erkenne ich die Entscheidung an, die Deutschösterreich über seine künftige Staatsform trifft. Das Volk hat durch seine Vertreter die Regierung übernommen. Ich verzichte auf jeden Anteil an den Staatsgeschäften.“

In der Erklärung enthob der Kaiser von Österreich weiters seine Regierung ihres Amtes; noch am gleichen Abend übersiedelte er nach Schloss Eckartsau in den Donauauen, damals ein Schloss im Privateigentum der Habsburgischen Familienstiftung.

### Proklamation der Republik
Zu diesem Zeitpunkt war für den 12. November von den neuen Politikern längst die Ausrufung der Republik vereinbart worden: Die Provisorische Nationalversammlung trat im bis dahin dem – sich am gleichen Tag de facto selbst auflösenden – Reichsrat unterstehenden Parlamentsgebäude zusammen und beschloss mit nur zwei Gegenstimmen das Gesetz über die Staats- und Regierungsform von Deutschösterreich. Das Gesetz zählt zu den wesentlichen Bausteinen der Bundesverfassung des neuen Staates.
Die ersten beiden Artikel lauteten:

„Artikel 1.
Deutschösterreich ist eine demokratische Republik. Alle öffentlichen Gewalten werden vom Volke eingesetzt.
Artikel 2.
Deutschösterreich ist ein Bestandteil der Deutschen Republik. Besondere Gesetze regeln die Teilnahme Deutschösterreichs an der Gesetzgebung und Verwaltung der Deutschen Republik sowie die Ausdehnung des Geltungsbereiches von Gesetzen und Einrichtungen der Deutschen Republik auf Deutschösterreich.“

Die öffentliche Proklamation der Republik war von Tumulten begleitet, bei denen aus den vor dem Parlament gehissten rot-weiß-roten Fahnen der weiße Streifen herausgerissen wurde.

## Gebietsansprüche

Von der Nationalversammlung beanspruchtes Staatsgebiet der Republik Deutschösterreich (1918–1919)

Nach dem Krieg sprach man von Restösterreich für die deutlich verkleinerten Gebiete, die schon vor 1918 als „Österreich“ im engeren Sinne bezeichnet wurden, also die Habsburgischen Erblande ohne die Länder der Böhmischen Krone. Restösterreich umfasste Nieder- und Oberösterreich (mit Wien: das eigentliche Kernherzogtum Österreich), Innerösterreich (Steiermark und Kärnten, die Krain war unstrittig hauptsächlich slowenisch/italienisch), Tirol mit Vorarlberg, sowie Salzburg (erst 1803 an Österreich). Insbesondere die Grenzgebiete Böhmens zum Deutschen Reich waren strittig.
Die Provisorische Nationalversammlung erhob Anspruch auf „die Gebietshoheit über das geschlossene Siedlungsgebiet der Deutschen innerhalb der im Reichsrat vertretenen Königreiche und Länder“ (also im ganzen „österreichischen“ Landesteil Cisleithanien der Doppelmonarchie ab 1867). Diese proklamierte Republik umfasste 118.311 km² und 10,37 Mio. Einwohner, bestehend aus:
- Niederösterreich (und dem südmährischen Kreis Znaim)
- Oberösterreich (und dem deutschen Südböhmen um Krumau)
- Steiermark (inklusive Marburg an der Drau, jedoch ohne die slowenische Untersteiermark)
- Kärnten (inklusive das mehrheitlich slowenisch besiedelte Südkärnten sowie das dreisprachige Kanaltal)
- Tirol (mit Südtirol und ganz Ladinien, jedoch ohne das Trentino)
- Vorarlberg
- Salzburg
- Provinz Deutschböhmen (mit den Städten Eger, Karlsbad, Aussig und Reichenberg)
- Provinz Sudetenland (Nordost-Böhmen, Nord-Mähren sowie Österreichisch-Schlesien)
- die „Einschlussgebiete“ Iglau, Olmütz und Brünn (Sprachinseln mehrheitlich deutscher Städte in tschechischem Gebiet)

Auf Deutsch-Westungarn (später Burgenland) wurde im Sinne des Selbstbestimmungsrechts der Völker politisch, nicht aber rechtlich Anspruch erhoben. Der rechtliche Anspruch Österreichs entstand erst im Oktober 1919 mit dem Staatsvertrag von Saint-Germain-en-Laye und wurde 1921 weitgehend eingelöst.

## Das Ende des Staatskonzepts Deutschösterreichs

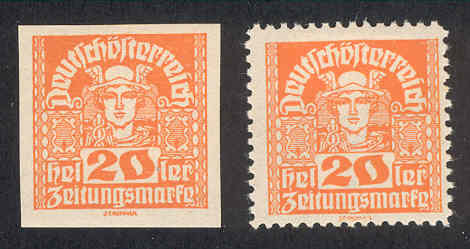
Zeitungsmarken 1920

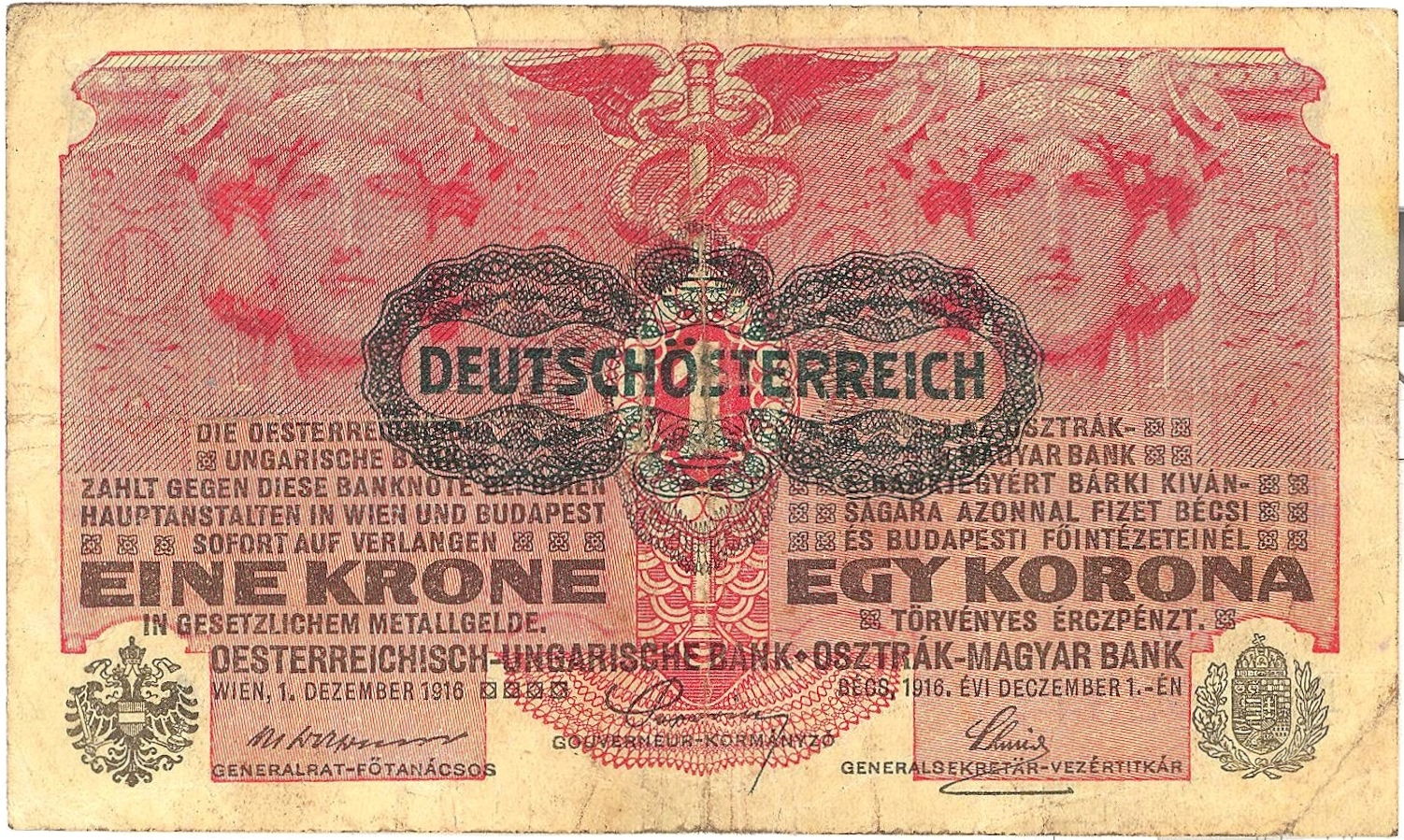
Geldschein der österreichisch-ungarischen Kronenwährung mit Stempelaufdruck „Deutschösterreich“

Es stellte sich bereits im Frühjahr 1919 heraus, dass das Staatskonzept Deutschösterreichs nicht realisierbar war. Es gelang dem neuen Staat nicht, all jene Gebiete des früheren kaiserlichen Österreich mit einer deutschen Bevölkerungsmehrheit in einem Staatsverband zusammenzufassen, auf die er Anspruch erhob. Südtirol, bereits seit dem 3. November 1918 italienisch besetzt, wurde schließlich von Italien formell annektiert; die mehrheitlich deutsch besiedelten Gebiete Böhmens und Mährens waren von der Tschechoslowakei besetzt worden und fielen letztendlich ihr zu. Auch der Zusammenschluss mit der Weimarer Republik, der unter anderem unter Berufung auf das von US-Präsident Woodrow Wilson formulierte Selbstbestimmungsrecht der Völker angestrebt wurde, konnte nicht realisiert werden.
85 der 208 an der Provisorischen Nationalversammlung teilnehmenden (Reichsrats-)Abgeordneten waren 1911 in Gebieten gewählt worden, in denen die Konstituierende Nationalversammlung am 16. Februar 1919 nicht mitgewählt werden konnte. Das neue Parlament (159 gewählte und 11 einberufene Abgeordnete) bestand aus 72 Sozialdemokraten, 69 Christlichsozialen, 26 Vertretern deutschnationaler Gruppierungen, einem Tschechen, einem bürgerlichen Demokraten und einem Zionisten. Man hatte für Südtiroler und untersteirische Gebiete Abgeordnete aus den bei der Wahl verwendeten Parteilisten einberufen. Die ursprüngliche Absicht der provisorischen Verfassung, für die von Deutschen besiedelten Gebiete Tschechiens, deren Bewohner nicht mitwählen konnten, ernannte Volksvertreter einzusetzen, konnte aber, da sich die Sozialdemokraten dagegen aussprachen, nicht verwirklicht werden. Dies hätte zu enormen außenpolitischen Problemen geführt.
Die erste Zusammenkunft der Konstituierenden Nationalversammlung ohne Vertreter dieser Gebiete bewirkte die Demonstration der Sudetendeutschen am 4. März 1919. Renner rechnete am 5. März 1919 in der zweiten Sitzung vor, dass rund vier Millionen „unzweifelhaft deutsche Einwohner“, das seien „mehr als die ganze Schweiz Einwohner hat“, daran gehindert worden seien, das neue Parlament Deutschösterreichs mitzuwählen; damit habe man „eine Teilung Deutschlands“ bewirkt. Im Einzelnen nannte der Staatskanzler:
- Deutschböhmen mit 14.496 km² und 2,23 Mio. Einwohnern;
- den Böhmerwaldgau (an Oberösterreich anzuschließen) mit 3.280 km² und 183.000 Einwohnern;
- das Sudetenland mit 6.533 km² und 678.800 Einwohnern;
- den Kreis Deutsch-Südmähren (an Niederösterreich anzuschließen) mit 1.840 km² und 173.000 Einwohnern;
- die Sprachinseln Brünn mit 140.000 Einwohnern,
- Olmütz mit 48.000 Einwohnern sowie
- Iglau mit 37.000 Einwohnern;
- weiters an Niederösterreich anzuschließende südmährische Gemeinden mit 385 km² und 22.900 Einwohnern;
- im Norden somit 27.022 km² und 3.515.509 Einwohner,
- Deutsch-Südtirol mit 6.496 km² und 250.861 Einwohnern.

Am 6. September 1919 kam es im Parlament in Wien zu heftigen Debatten hinsichtlich des in Aussicht genommenen Friedensvertrages; insbesondere der christlichsoziale Abgeordnete Leopold Kunschak prangerte Ministerpräsident Clemenceaus Begleitnote zum Vertrag, die schwere Vorwürfe gegen Österreich enthielt, scharf an. Dennoch stimmten am Ende der Debatte die Christlichsozialen und die Sozialdemokraten, nicht aber die Großdeutschen der Vertragsunterzeichnung zu, erhoben aber zugleich Protest gegen die Losreißung der Sudetendeutschen und gegen die Abtrennung Südtirols.
Am 10. September 1919 unterzeichnete Staatskanzler Renner den Vertrag von Saint-Germain, der als „Diktat der Siegermächte“ bezeichnet wurde (vgl. Pariser Vorortverträge) und die größtenteils bereits erfolgte Auflösung der österreichischen Reichshälfte juristisch regelte. Mit der Ratifizierung des Vertrages durch die Nationalversammlung am 21. Oktober wurde der Name des Landes gemäß den Vertragsbestimmungen von Staat Deutschösterreich auf Republik Österreich geändert.
Den Bestrebungen zum Zusammenschluss mit dem republikanischen Deutschen Reich stand das „Anschlussverbot“ entgegen, das sowohl im Vertrag von Saint-Germain für Österreich (Art. 88: „Die Unabhängigkeit Österreichs ist unabänderlich, es sei denn, daß der Rat des Völkerbundes einer Abänderung zustimmt. […]“) als auch im Versailler Vertrag für das Deutsche Reich (Art. 80: „Deutschland erkennt die Unabhängigkeit Österreichs innerhalb der durch Vertrag zwischen diesem Staate und den alliierten und assoziierten Hauptmächten festzusetzenden Grenzen an und verpflichtet sich, sie unbedingt zu achten […]“) festgehalten wurde. Die Siegermächte des „Großen Krieges“ wollten damit ein neues übermächtiges Deutschland verhindern.
Im Gesetz vom 21. Oktober 1919 über die Staatsform hieß es daher:

„Artikel 1.
Deutschösterreich in seiner durch den Staatsvertrag von St. Germain bestimmten Abgrenzung ist eine demokratische Republik unter dem Namen ‚Republik Österreich‘. […]
Artikel 2.
Wo in den geltenden Gesetzen von der Republik Deutschösterreich oder von ihren Hoheitsrechten die Rede ist, hat an Stelle dieser Bezeichnung nunmehr der Name ‚Republik Österreich‘ zu treten.
Artikel 3.
In Durchführung des Staatsvertrages von St. Germain wird die bisherige gesetzliche Bestimmung: ‚Deutschösterreich ist ein Bestandteil des Deutschen Reiches‘ […] außer Kraft gesetzt.“

Abgesehen von den nicht erreichten Zielen wurden im Friedensvertrag die Kärntner Gebiete Mießtal und Unterdrauburg Slowenien und das seit November 1918 von Italien besetzte Kanaltal mit Tarvis Italien zugesprochen, Feldsberg und Gmünd-Böhmzeil in Niederösterreich der Tschechoslowakei. Die Untersteiermark, der südlichste Teil der historischen Steiermark, schloss sich – vom steirischen Landtag mit Bedauern zur Kenntnis genommen – Ende Oktober 1918 dem neu entstandenen Staat der Slowenen, Kroaten und Serben an. Andererseits wurde im Vertrag Deutsch-Westungarn Österreich zugesprochen und im Herbst 1921 angeschlossen; das Gebiet von Ödenburg, natürliche Hauptstadt des Gebiets, blieb auf Grund der Volksabstimmung 1921 im Burgenland, deren Seriosität von den deutschösterreichischen Politikern sehr stark bezweifelt wurde, bei Ungarn. Ohne Abstimmung verblieben deutschsprachige Gebiete des Komitats Wieselburg sowie des Komitats Eisenburg bei Ungarn.
Karl Renner, der auch den Staatsregierungen Renner II und III vorstand, verfasste 1920 eine Hymne, Deutschösterreich, du herrliches Land, die den nicht mehr staatsoffiziellen Landesnamen enthielt. Die Komposition wurde allerdings nie offiziell zur Nationalhymne erklärt. Die Sozialdemokratische Arbeiter-Partei Deutschösterreichs änderte hingegen ihren Namen nicht.